# Capparales
Capparales е разред покритосеменни растения, използван в някои класификации. В системата APG II от 2003 г. той е част от по-големия разред Brassicales.
В класификацията на Кронкуист от 1981 г. разредът включва следните семейства:
- Brassicaceae – Кръстоцветни
- Capparaceae
- Moringaceae
- Resedaceae
- Tovariaceae